# Algerische Streitkräfte
Die algerischen Streitkräfte (französisch Armée nationale populaire, arabisch الجيش الوطني الشعبي الجزائري) sind das Militär der Demokratischen Volksrepublik Algerien. Sie umfassen 139.000 Soldaten, die sich in die Teilstreitkräfte Heer, Luftwaffe und Marine gliedern. Des Weiteren unterstehen dem Verteidigungsministerium die Gendarmerie, die Grenzwache und weitere paramilitärische Verbände.

## Geschichte
Während des Algerienkrieges existierte die Armee de Libération Nationale als Militärorganisation der Front de Libération nationale. Nach dem Algerienkrieg und der daraus folgenden wurde die Armée National populaire als nationale Streitkräfte Algeriens gebildet. In ihnen spielte die außerhalb Algeriens in Tunesien und Marokko gebildete äußere Armee der FLN die dominante Rolle. Die im Land in verschiedenen Bezirken organisierten Guerillas sollten in der Armée nationale populaire aufgehen. Im Herbst 1962 kurz nach der Unabhängigkeit des Landes waren die Auslandseinheiten in kurze Gefechte gegen Teile der inländischen Guerilla verwickelt, welche sich dem sich durchsetzenden Machtblock aus Politikern um Ahmed Ben Bella und Militärs aus der Auslandsorganisation um Houari Boumedienne nicht beugen wollten.

## Waffenkäufe und Verteidigungsetat
Algerien ist weitgehend auf Waffenlieferungen aus dem Ausland angewiesen. Mittlerweile wird allerdings in die heimische Rüstungsindustrie investiert, dabei spielen ausländische Unternehmen, besonders aus Italien und Deutschland, eine wichtige Rolle.
Seit 2005 werden die algerischen Streitkräfte mit modernen russischen Waffen ausgerüstet. Algerien investiert verstärkt in moderne Systeme aus russischer Produktion und fungiert in einigen Systemen als einziger Nutzer außerhalb der Russischen Föderation. So wurden T-90 Kampfpanzer, BMP-3 Schützenpanzer, Mil Mi-28 Kampfhubschrauber, sowie Suchoi Su-30 Mehrzweckkampfflugzeuge importiert. Es gibt Bemühungen, russische Tarnkappenjets des Typs Suchoi Su-57 anzuschaffen. Inzwischen stammen zwei Drittel der militärischen Ausrüstung aus Russland.
China wird ein immer wichtigerer Waffenlieferant für Algerien. 2015 wurden drei Fregatten aus dem asiatischen Land importiert. Des Weiteren kaufte das nordafrikanische Land mehrere Panzerhaubitzen, Fahrzeuge und Drohnen von China.
Aber auch Europa bleibt ein wichtiger Partner für Algerien. Seit den 2010er-Jahren werden Transportpanzer Fuchs und Fregatten des Typs Meko 200 aus Deutschland beschafft. Aus Italien bezog Algerien mehrere Hubschrauber für seine Marine und Luftwaffe.
Bis zum Jahr 2023 möchte Algerien den Verteidigungsetat auf 23 Milliarden US-Dollar erhöhen. Grund dafür sind wachsende Spannungen mit dem Nachbarland Marokko. Möglich ist diese Etaterhöhung wegen der gestiegenen Energiekosten infolge des Ukraine-Kriegs.

## Wehrpflicht und Reserve
Es besteht eine allgemeine Wehrpflicht, der 12-monatige Wehrdienst kann jedoch nur beim Heer abgeleistet werden. Nach einer sechsmonatigen allgemeinen militärischen Grundausbildung erfolgt in der Regel ein Einsatz im Rahmen der zivil-militärischen Zusammenarbeit.
Dem Heer stehen zusätzlich 150.000 Reservisten im Mobilmachungsfall zur Verfügung. In diesem Fall ist eine Einberufung bis zum 50. Lebensjahr möglich.

## Heer

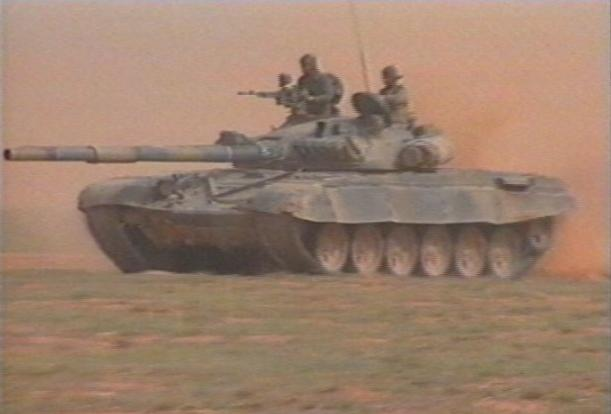
T-72 des algerischen Heeres

Das Algerische Heer (الجيش الوطني الشعبي) hat eine Stärke von etwa 110.000 Soldaten. Zum Inventar zählen u. a. über 600 Kampfpanzer T-90.

## Luftwaffe

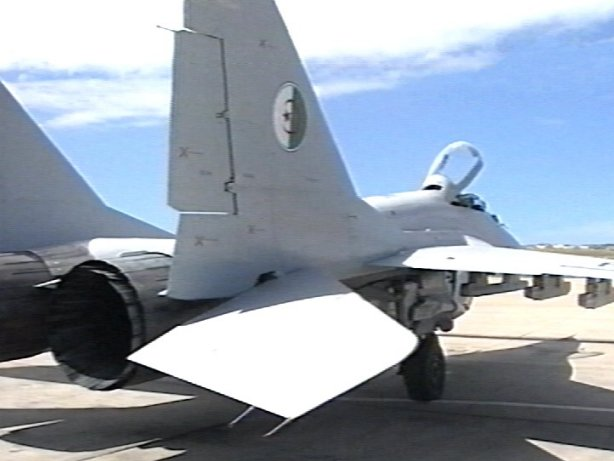
MiG-29 der algerischen Luftwaffe

Die Algerischen Luftstreitkräfte (القوات الجوية الجزائرية) (einschließlich der Luftverteidigung) haben eine Stärke von etwa 14.000 Soldaten. Sie verfügen u. a. über S-300PMU Flugabwehrsysteme, 33 Luftüberlegenheitsjäger MiG-29, 57 Mehrzweckjäger Su-30 und 17 Hubschrauber Mil Mi-28.

## Marine
Die Algerische Marine (القوات البحرية الجزائرية) hat eine Stärke von etwa 15.000 Soldaten. Die Marine verfügt über mehrere moderne Fregatten der Klassen Adhafer aus China und MEKO 200 aus Deutschland. Des Weiteren stehen mehrere ältere U-Boote der Kilo-Klasse zur Verfügung.

## Gendarmerie Nationale
Die Gendarmerie Nationale mit 20.000 Mann gliedert sich in sechs Regionen, analog zu den Militärregionen des Heeres. Sie untersteht dem algerischen Verteidigungsministerium.
Die Grundausbildung der Gendarmerie findet in Sidi Bel Abbes statt, die Offiziersschule befindet sich in Isser.
An Fahrzeugen stehen u. a. Panhard AML-60/M3 und Fahd zur Verfügung.

## Weitere Verbände
Dem Verteidigungsministerium untersteht des Weiteren die Grenzwache und ca. 150.000 Mann lokale Milizen und Selbstverteidigungstruppen.

## Siehe
- Dienstgrade der algerischen Streitkräfte